# Rough Guides
Rough Guides Ltd  es una guía turística británica, propiedad de APA Publications desde noviembre de 2017. Además de publicar guías, la compañía también ofrece un servicio de viajes a medida según los pedidos de cada cliente.
Los títulos de viaje de Rough Guides cubren más de 200 destinos, comenzando con Rough Guide to Greece de 1982, un libro concebido por Mark Ellingham, quien no estaba satisfecho con la polarización de las guías existentes entre guías para estudiantes obsesionadas con los costos y "tomos culturales de peso pesado". .
Inicialmente dirigidas a mochileros de bajo presupuesto, las guías han incorporado recomendaciones más costosas desde principios de la década de 1990 y ahora se comercializan para viajeros de todos los presupuestos. Desde finales de la década de 1990, los libros han estado impresos en color. Gran parte del contenido de viajes de los libros también está disponible en línea.
Penguin se hizo responsable de las ventas y la distribución en 1992, adquirió una participación mayoritaria en 1996 y compró Rough Guides por completo en 2002.
En noviembre de 2007, después de que la empresa celebrara "25 años difíciles" con una serie de libros de celebración, Ellingham dejó Rough Guides para establecer una nueva huella ecológica y ética, GreenProfile, en Profile Books. Rough Guides estuvo a cargo desde 2003 por el cofundador Martin Dunford y Andrew Lockett, bajo la égida de Penguin antes de su fusión con Random House.
En 2017, Rough Guides se vendió a APA Publications, matriz de Insight Guides. Ahora tiene su sede en las oficinas de APA en Mill Street, Bermondsey, sureste de Londres.
El lema de Rough Guides es "Aproveche al máximo su tiempo en la Tierra".

## Libros
La mayoría de los primeros títulos de la serie fueron escritos o editados por John Fisher, Jack Holland y Martin Dunford, quienes junto con Mark Ellingham fueron cofundadores y propietarios de Rough Guides. En 1995 negociaron la venta de la serie a Penguin Books, proceso que finalizó en 2002.
En 1994, se publicaron los primeros libros de Rough Guides que no eran de viajes: The Rough Guide to World Music y The Rough Guide to Classical Music. El éxito de estos títulos alentó la expansión del formato Rough Guides a otras áreas de publicación para cubrir una variedad de temas de referencia, incluida la música, que abarca géneros como world music, rock, hip-hop, [ [jazz]], y artistas individuales, y temas como cine, literatura, ciencia popular, vida ética, crimen verdadero, Shakespeare , embarazo y nacimiento, además de Internet y temas relacionados como eBay, blogging y iPods.

## Viajes
En noviembre de 2018, Rough Guides lanzó su servicio de viajes a medida. El servicio ofrece experiencias de viaje individualizadas elegidas por el viajero, planificadas por un experto local y reservadas por Rough Guides. De acuerdo con el espíritu de la marca, los viajes generalmente incluyen algún tipo de componente de aventura, dependiendo de lo que haya pedido el viajero.

## Publicación digital
Rough Guides migró a plataformas digitales con el lanzamiento de guías de ciudades de Rough Guides para plataformas iOS, Android y Windows, libros electrónicos interactivos y capítulos de guías descargables. En enero de 2013, Rough Guides lanzó un nuevo sitio web. A partir del 1 de abril de 2019, Rough Guides comenzó a implementar un esquema para ofrecer un libro electrónico descargable gratuito con cada guía impresa comprada.

## Podcasts
Rough Guides ejecuta un podcast llamado The Rough Guide to Everywhere, que se lanzó en 2017. El podcast explora temas de actualidad sobre viajes y entrevista a personalidades de viajes inspiradoras que tienen experiencias únicas. historias para contar
El primer episodio se lanzó el 30 de enero de 2017 con las dos primeras series presentadas por Greg Dickinson. El 3 de mayo de 2019, Rough Guides anunció la serie 3 y presentó a los nuevos anfitriones, Rebecca Hallett y Neil McQuillian. El primer episodio de la serie 4 se lanzó en mayo de 2019 y está presentado por Aimee White.
El 9 de abril de 2019, se anunció que "The Rough Guide to Everywhere" había sido nominado para la categoría de Podcast de Mejor Marca en los British Podcast Awards.

## Música
En asociación con el sello discográfico World Music Network, con sede en el Reino Unido, Rough Guides ha publicado más de 350 antologías grabadas de la música de varias naciones y regiones. Además de su serie "Rough Guide", el sello discográfico World Music Network ha lanzado 130 grabaciones en sus otras grabaciones "Introducing", "Riverboat ", y la serie "Piensa globalmente".

## Televisión
A fines de la década de 1980, la marca Rough Guides se convirtió en una serie de programas de viajes en el canal de televisión BBC 2 del Reino Unido. Inicialmente, formaba parte de la cadena DEF II de Janet Street Porter, junto con Rapido y Gimme 5 de Jovanotti, el programa se estableció en el programa vespertino de principios de la década de 1990 de BBC 2.
Las ediciones posteriores del programa, generalmente presentadas por Sigue Sigue Sputnik asociado Magenta Devine (con varios copresentadores masculinos durante la ejecución del programa), se repitieron en el canal Sky Travel hasta 2005.
Una nueva serie de Rough Guide de quince programas de treinta minutos comenzó la producción en noviembre de 2007 y comenzó a transmitirse en Channel 5 (el quinto canal terrestre del Reino Unido), el 7 de enero de 2008. Una segunda 'Rough Guide to…' La serie se emitió a partir de noviembre de 2008.

## Campañas ambientales
En mayo de 2007, Mark Ellingham dijo que estaba muy preocupado por el crecimiento de los viajes aéreos debido a su creciente contribución a la cambio climático.
Lanzó una campaña de concientización conjunta con Tony Wheeler (fundador de Lonely Planet), y Rough Guides comenzó a incluir una "advertencia de salud" en cada una de sus guías de viaje, instando a los lectores a "Vuela menos, quédate más tiempo" siempre que sea posible.